# Psilodera affinis
Psilodera affinis är en tvåvingeart som beskrevs av John Obadiah Westwood 1848. Psilodera affinis ingår i släktet Psilodera och familjen kulflugor. Inga underarter finns listade i Catalogue of Life.